# الفيزياء البحرية
علم الفيزياء البحرية العلم المختص بدراسة ومعرفة الخواص الحرارية والضوئية و الصوتية والهيدروجرافية للبحار والمحيطات مثل توزيع درجات الحرارة والملوحة على المستوى الافقي والرأسي وأثر ذلك  على نظام حركة المياه
ودراسة حركات الأمواج و المد والجزر والتيارات البحرية والتفاعلات التي تحدث بين البحر والجو ، ونظام اختزان الطاقة الحرارية في مياه البحر وانطلاقها إلى الغلاف الهوائي باعتبار أن البحار والمحيطات أصبحت اليوم مفاتيح لمناخ الأرض.
وكذلك دراسة تأثير الأمواج البحرية على المنشآت الساحلية ، والاهتمام بالحركة الدورانية للمياه لمعرفة حركة الملوثات ، كما يعني أيضاً بجمع المعلومات الأساسية للبحر وربطها ببعضهما من خلال نماذج رياضية تتيح للدارسين فهم سلوك البحر بهدف حماية المنشآت الساحلية وتأمين حركة الملاحة في البحر وفهم العمليات الديناميكية للشواطئ وحمايتها من التآكل أو الإطماء.
دراسة الطرق الممكنة لإنتاج الطاقة من البحار عن طريق استغلال طاقة الأمواج و التيارات البحرية وفروق درجات الحرارة بين السطح والمياه العميقة وفروق الملوحة بين المياه الساحلية والمفتوحة وقوى المد والجزر ، وتحلية مياه البحر للحصول على المياه العذبة.